# TCG (album)
Albums de Cheetah Girls
Cheetah-Licious Christmas
(2005)
Singles
TCG est le premier véritable album des Cheetah Girls en tant que vrai groupe. L'opus est distribué par Hollywood Records le 25 septembre 2007.

## Liste des chansons
| #  | Title                | Writer                                                      | Length |
| -- | -------------------- | ----------------------------------------------------------- | ------ |
| 1  | "Fuego"              | Cheetah Girls, Kidd, Rivera, J.R. Rotem, Williams, Nash     | 3:28   |
| 2  | "Uh Oh"              | Cheetah Girls, Haywood, James, Peiken                       | 3:15   |
| 3  | "Human"              | DioGuardi, Matthew Gerrard, Jade Villalon, Nash             | 3:54   |
| 4  | "So Bring It On"     | Cheetah Girls, Haywood, Norland, Peiken, Rabb               | 3:00   |
| 5  | "Break Out This Box" | Cheetah Girls, Chasez, Dixon, Feemster, Harrell,            | 3:51   |
| 6  | "Crash"              | RedOne,candy                                                | 3:36   |
| 7  | "Do No Wrong"        | Bogart, Makeba, J.R. Rotem                                  | 3:26   |
| 8  | "All in Me"          | Bojanic, Hooper, James                                      | 3:28   |
| 9  | "Off the Wall"       | Cheetah Girls, Bojanic, Hooper, Elizabet, Obeng, Takayanogi | 3:48   |
| 10 | "Who We Are"         | Aparo, Kadish                                               | 3:04   |
| 11 | "Homesick"           | Kiely Williams, Nash                                        | 3:29   |

### Titres Bonus
| 12.   | How a Girl Feels (Target exclusive bonus track) | 3:29 |
| 41:35 |                                                 |      |

## Wal-Mart titres bonus
| Info                                             |
| ------------------------------------------------ |
| TCG EP Released: 25 septembre 2007 Length: 20:18 |

TCG est le premier album des Cheetah Girls.
| 1.    | I Wanna Know You Like That     | 3:53 |
| 2.    | On My Way                      | 3:54 |
| 3.    | Fuego (Spanish version)        | 3:28 |
| 4.    | Off the Wall (Spanish version) | 3:48 |
| 5.    | So Bring It On (Remix)         | 5:15 |
| 20:18 |                                |      |

## Reprises
- Who We Are
- I Wanna Know You Like That
- Girls Just Wanna Have Fun

## Singles
So Bring It On est un Disney Chanel Single promotionnel. Sa première diffusion fut dévoilée le 25 aout 2007, quant à la vidéo elle est présentée le 7 septembre 2007. Le vidéo clip est issu des Disney Channel Games et du film Des amours de sœurcières 2.
Fuego est le second single de l'opus. il est décrit comme un titre festif et comprend l'utilisation du sample du célèbre hit des années 1980 de Lionel Richie : All Night Long (All Night). la chanson fut diffusée le 15 septembre 2007 et atteint la 27e place au Billboard.

## Charts
| Chart (2007)       | Peak position | Sales    |
| ------------------ | ------------- | -------- |
| U.S. Billboard 200 | 44            | 126,000+ |

## Crédits & Personnels
- Chants – The Cheetah Girls (Adrienne Bailon, Sabrina Bryan, Kiely Williams)
- Chœurs – The Cheetah Girls (Adrienne Bailon, Sabrina Bryan, Kiely Williams)
- Keyboards - Ron "Neff U" Feemster
- Basse –  Ron "Neff U" Feemster
- Guitare - Tim Pierce, Bob Horn, Paul Palmer and Kevin Kadish

### Production
| - Producteurs exécutifs : Mio Vukovic, Melissa Wiechmann, Tse Williams and Jon Lind - Producteurs : Jonathan "J.R." Rotem, Antonina Armato, Leah Haywood, Daniel James, Tim James, Steve Lunt, Matthew Gerrad, David Norland, RedOne, Soul Nana & Toka - Vocals producteurs : Bishop "Young Don" Dixon, Courtney Harrell, Leah Haywood, Daniel James and Claude Kelly - Mastering : Chris Gehringer - Engineers : Bob Horn, William Durst, Nigel Lundemo, John D. Norten, Greg Ogan, RedOne - Vocal engineer : Phil Margaziotis - A&R : Mio Vukovic and Jon Lind | - Photographie : Brian Bowen Smith - Art direction & design : Jolie Clemens and Emily Frye |

## Sortie
| Region      | Date              | Format                   | Label                |
| ----------- | ----------------- | ------------------------ | -------------------- |
| Allemagne   | 4 septembre 2007  | CD, téléchargement légal | Universal Music      |
| États-Unis  | 25 septembre 2007 | CD, téléchargement légal | Hollywood Records    |
| Canada      | 25 septembre 2007 | CD, téléchargement légal | Hollywood Records    |
| Hong Kong   | 25 septembre 2007 | CD                       | Universal Music      |
| France      | 25 septembre 2007 | CD                       | Universal Music      |
| Royaume-Uni | 25 septembre 2007 | CD, téléchargement légal | Fascination, Polydor |
| Japon       | 25 septembre 2007 | CD, téléchargement légal | Avex Entertainment   |